# Teunis Horstman
Teunis Johannes Horstman (ur. 3 maja 1927 w Utrechcie, zm. 12 sierpnia 2014 w Alkmaarze) – holenderski duchowny, biskup Haarlemu Kościoła Starokatolickiego w Holandii w latach 1987-1994.

## Życiorys
Teunis Horstman kształcił się w gimnazjum, a następnie od 1945 roku w seminarium duchownym w Amersfoort. W 1950 roku przyjął diakonat, a w 1951 roku prezbiteriat.
W latach 1953–1987 służył posługą księdza starokatolickiego w parafiach archidiecezji Utrechtu i diecezji Haarlemu. Początkowo był proboszczem w Gouda, Oudewater i Schoonhoven. W latach 1961–1976 administrował największą w owym czasie parafią starokatolicką w Holandii – św. Agnieszki w Egmond aan Zee. W 1971 roku zwrócił na siebie uwagę zgłaszając wniosek o dopuszczenie do kapłaństwa kobiet w Unii Utrechckiej.
W 1976 roku został proboszczem w rodzinnym Utrechcie. Będąc w latach osiemdziesiątych XX wieku członkiem zarządu archidiecezji i kanonikiem kapituły katedralnej doprowadził do połączenia trzech sąsiadujących parafii – Najświętszej Maryi Panny, św. Jakuba i św. Gertrudy w Utrechcie.
W 1986 roku Teunis Horstman został przeniesiony do diecezji Haarlemu i otrzymał probostwo w Alkmaar, Den Helder i Krommenie. 1 października 1987 roku został niespodziewanie wybrany przez kapitułę biskupem Haarlemu.
12 grudnia 1987 roku przyjął sakrę biskupią w kościele parafialnym św. Agnieszki w Egmond aan Zee. Święceń udzielił mu arcybiskup Utrechtu, Antonius Glazemaker. Poza funkcją ordynariusza diecezji Haarlemu sprawował również opiekę biskupią nad Kościołem Starokatolickim w Szwecji i Danii.
W 1993 roku zdiagnozowano u Teunisa Horstmana nowotwór. W 1994 roku z powodu choroby zrezygnował ze stanowiska ordynariusza diecezji. Przeszedł na emeryturę, ale do końca życia udzielał się jako kapłan wspomagający w Kościele Starokatolickim w Holandii.
W 2001 roku został uhonorowany godnością kanonika anglikańskiej kapituły prokatedry Trójcy Świętej w Brukseli.

## Życie prywatne
Teunis Horstman był dwukrotnie żonaty. Pierwsze małżeństwo, które zawarł w 1953 roku z Elisabeth de Groot uczyniło go bliskim powinowatym późniejszego arcybiskupa Utrechtu, Antoniusa Glazemakera. Żony obu duchownych były bowiem siostrami. W 2012 roku ożenił się z Adą de Graaff.
Związki rodzinne łączące biskupa Teunisa Horstmana i arcybiskupa Antoniusa Glazemakera nie odgrywały żadnej roli w zarządzaniu Kościołem Starokatolickim w Holandii.